# Griñón
Griñón est une commune de la communauté de Madrid, en Espagne.